# Падане на Дамаск (2024)
Падането на Дамаск е последният етап от офанзивата на сирийската опозиция през 2024 г. по време на гражданската война в Сирия.
На 7 декември сирийските опозиционни войски обявяват, че започват да обграждат Дамаск, след като са окупирали близките градове. Командирът на бунтовниците Хасан Абдел Гани заявява: „Нашите сили започнаха последния етап от обкръжаването на столицата Дамаск.“ Бунтовниците започват да обграждат столицата, след като превземат ал-Санамайн, град на 20 километра от южния вход на Дамаск.
Сирийската арабска армия се изтегля от множество точки в покрайнините. Едновременно с настъплението към Дамаск, опозиционната милиция Тахрир ал-Шам и подкрепяната от Турция Сирийска национална армия на север започват офанзива към Хомс, докато Революционната армия на командосите настъпва в столицата от югоизток. До 8 декември бунтовническите сили навлизат в Барзе. Според официални държавни доклади в руските медии, президентът Башар ал-Асад е напуснал Дамаск по въздух към Москва, където е получил политическо убежище, с което е потвърдено падането на неговото правителство.

## Ход на събитията
В района на Риф Димашк правителствените сили се изтеглят от градовете Асал ал-Уорд, Ябруд, Флитах, Ал-Насерия и Артуз, докато бунтовниците се приближават на 10 километра от Дамаск. Сирийското правителство отрича твърденията, че армията му се е изтеглила от позиции близо до града. До вечерта правителствените сили напускат градовете в покрайнините на Дамаск, включително Джарамана, Катана, Муадамият ал-Шам, Дарая, Ал-Кисвах, Ал-Думайр, Дарая и обекти близо до военновъздушната база Мезех.
Според Сирийската обсерватория за правата на човека, сирийските бунтовници са активни в предградията на Дамаск Джарамана, Муадамия и Дарая и маршируват от изток към Хараста. На главния площад на Джарамана протестиращите свалят статуя на Хафез ал-Асад. Съобщава се, че вечерта правителствените сили са се изтеглили от няколко предградия, където са избухнали широкомащабни протести.
Тъй като силите на бунтовниците напредват в предградията на Дамаск, се съобщава, че Революционната армия на командосите се приближава към столицата от север, след като е поела контрол над Палмира, както и над Дарая.
Според The Guardian видеоклипове показват как сирийските полицейски и военни сили свалят униформите си по улиците на Дамаск, а журналист от Associated Press съобщава, че вижда въоръжени жители по пътищата в покрайнините на Дамаск и намира главния полицейски щаб на града изоставен. Съобщава се за движение на танкове по централните площади на столицата, докато от джамиите кънтят призиви „Бог е велик“.
През нощта бунтовниците обявяват, че "група" от висши държавни служители и военни офицери в Дамаск се готвят да преминат към опозицията. Същата нощ затворът Седная е превзет и затворниците му освободени. Правителственото радио Sham FM съобщава, че летището в Дамаск е евакуирано и всички полети са спрени.
В ранните часове на 8 декември 2024 г. Сирийската обсерватория за правата на човека съобщава, че сирийските правителствени сили се разпускат, след като са били информирани, че режимът е паднал след излитането на частен полет от летище в Дамаск. Превземането на Хомс същата сутрин от Тахрир аш-Шам и Сирийската национална армия ефективно отрязва Дамаск от крайбрежните крепости на Асад Тартус и Латакия.
До 8 декември 2024 г. Дамаск е превзет от бунтовниците и Башар Асад бяга. Група опозиционери обявяват победата си в предаване на сирийската държавна телевизия. Едновременно с това премиерът Мохамад Гази ал-Джалали изразява готовност да "подаде ръка" на опозицията. Командването на сирийската армия прави две противоречиви изявления: едното признава поражението, докато второто е, че продължава борбата си срещу „терористичните групи“, по-специално в Хомс, Хама и Дарая.

## Местонахождение на Башар Асад
На 7 декември 2024 г. сирийските държавни медии отричат твърденията, че сирийският президент Башар Асад е избягал от Дамаск. Той не е на нито едно от местата в Дамаск, където обикновено се намира, а президентската охрана не е разположена в обичайната му резиденция. Бунтовническите сили не откриват солидна информация за местоположението на Асад и се опитват да го намерят. По-късно висши сирийски офицери споделят доклади, че Асад е напуснал Дамаск със самолет, което по-късно е потвърдено от Русия.
В неделя, 8 декември, руските държавни медии съобщават, че Асад и семейството му са избягали в Москва и са получили убежище от Русия. Говорител на Кремъл потвърждава в понеделник, 9 декември, че руският президент Владимир Путин "лично е предоставил убежище на Асад." Говорителят отказва да коментира конкретното местоположение на Асад, като заявява, че Путин не планира да се среща с него.

## Последици
В резултат на превземането на Дамаск от бунтовниците няколко места в столицата са претърсени, включително посолството на Иран, имотите на Асад и правителствени служби; Централната банка на Сирия е обсадена и приемната зала на президентския дворец е подпалена. Руското и китайското посолства не са докоснати. Бунтовниците обявяват 13-часов комендантски час в столицата на фона на присъствието на тежки въоръжени бунтовници и трафика. Сирийската държавна телевизия, която сега е под контрола на бунтовниците, възобновява излъчването си.
Израел бомбардира военновъздушната база Мезех в Дамаск, вероятно за да попречи на оръжията да достигнат до Хизбула. Друг удар е насочен към предполагаем ирански изследователски център, използван за разработване на ракети в района на Кафр Соуса. Израелската армия също пресича границата със Сирия, превземайки територия в непосредствена близост, вследствие на изтеглянето на Сирийската арабска армия.
Източници сочат, че споразумение за прехвърляне на властта на временно правителство може да бъде подписано до 9 декември 2024 г.